# Покровський Максим Сергійович
Максим Сергійович Покровський (нар. 17 червня 1968, Москва, РРФСР, СРСР) — радянський і російський музикант, українського походження. Співак і композитор, актор, автор пісень і лідер гурту «Ногу свело!». З 2017 року мешкає у США . Виступає проти російської агресії проти України, вважає Крим частиною України.

## Біографія
Народився 17 червня 1968 року в Москві сім'ї спортивного журналіста Сергія Покровського, що має українсько-єврейське коріння. Усі родичі матері-українки проживають у Дніпропетровській області. Через 7 років батьки розлучилися. Закінчив школу № 160 (нині № 138) м. Москви, потім 1992 року третій факультет МАІ (сучасна назва «Інститут № 3. Системи управління, інформатика та електроенергетика»). За фахом не працював. На третьому курсі 1988 року разом із барабанщиком Антоном Якомульським заснував гурт «Ногу свело!», де став основним автором музики та текстів.
У 2017 переїхав жити у США, але продовжував давати концерти в Росії. І має громадянство США
Дружина — Тетяна, діти Ілля та Таїсія.
Грав у театрі (вистава «Cleanset», автор Сара Кейн), кіно («Час-Гроші», реж. Євген Лунгін, «Мисливці за скарбами», реж. Брент Хафф, «На Байкал», реж. Михайло Козлов, Сергій Ніконов), у телесеріалі «У ритмі танго» (реж. Олександр Павловський) разом із Наталією Орейро. Автор музики до художніх фільмів «Час-Гроші» («Москва-Шаверма»), «Тупий жирний заєць» («Хару Мамбуру») та для шоу Старого Московського Цирку на Кольоровому бульварі.
Також написав пісню «Идём на Восток!» («Йдемо на Схід!»), що увійшла до офіційного саундртеку до фільму «Турецький гамбіт» і виграла премію «Найкращий саундтрек» російської кінопремії MTV Movie Awards.

## ТБ
У 1996 році був ведучим авторської програми «Муззон» на каналі «Російські університети».
Брав участь у російських ТВ-шоу.
Два рази взяв участь у телегрі «Останній герой», у 2004 році ставши єдиним музикантом, який написав пісню про трудове життя на острові. Пісня, що отримала назву «Я не останній герой!», стала офіційним саундтреком до сезону і пізніше була випущена як сингл з додатковими реміксами. Також взяв участь у шостому сезоні телегри як гость.

## Сольна робота
Займається сольною творчістю. У листопаді 2007 року в Росії вийшов перший сольний сингл «Шопінг». 6 лютого 2009 року відбулася прем'єра відеокліпу на пісню «Шопінг».
Паралельно із роботою у групі «Ногу Свело!» займається сольною творчістю у проекті «Max Inc.». Він співпрацює з діджеями європейської сцени, такими як Мартін Уер (Heaven 17, The Human League) і Стівен Гааге (Pet Shop Boys, A-ha, New Order). Сингл «Shopping» став клубним хітом у Великій Британії. Озвучував персонажа-клоуна із мультфільму «Жах перед Різдвом».

### Максим Покровський та Михайло Гуцерієв
Поет Михайло Гуцерієв — великий друг Максима Покровського. На його вірші Покровський пише музику, і їхня спільна творчість вже завоювала безліч шанувальників на російських радіостанціях. Пісні «Московські пробки», «Азія-80» та «Жовті окуляри» вийшли у 2012 році.
У 2015 році вони написали пісню для Алли Пугачової «Тягне серце руки»; прем'єра відбулася 10 жовтня.

### Сольна дискографія
- «Москва-Шаверма» (2005)
- «Шоппинг» (2009)
- «Дискошоп» (2009)

### Документальні фільми
- 30/30 (2018)

## Спорт

### Автоспорт
У 2004 році стартував на трьох етапах російського кільцевого турніру RTCC у класі Кубок LADA, за команду Well Run Motorsport, з 24 набраними очками зайняв 39 місце за підсумками сезону. Кращий результат в окремій гонці — 12 місце (з 29, що стартували).

## Погляди
В інтерв'ю «Новим звісткам» у 2011 році Максим Покровський підтримав масові акції протесту, що почалися на той момент, і негативно оцінив загальну ситуацію в країні. Зазначав, що у Росії «правило у відсутності правил», а основними принципами є крадіжка і хабарництво. Неодноразово декларував толерантне ставлення до ЛГБТ, висловлювався на підтримку права на усиновлення дітей одностатевими парами. Висловлював розчарування з приводу зростання нетерпимості в суспільстві, закликаючи або протягнути менш захищеним людям руку допомоги, або просто дати їм спокій.
У 2014-2016 роках Покровський тричі побував в анексованому Криму, через що його було занесено до бази даних центру «Миротворець». Втім, співак стверджує, ніби не знав, що порушує українські закони, і шкодує про цей вчинок. Зазначене на відповідній сторінці у «Миротворці» звинувачення «Отрицание российской агрессии» не відповідає дійсності.
У лютому 2022 виступив проти вторгнення Росії в Україну. 9 травня 2022 року в YouTube відбулася прем'єра кліпу «Назад, Россия!» гурту «Ногу Свело!», після чого Покровський неодноразово випускав на Ютубі пісні, у яких різко критикує російську агресію стосовно України.